# Diamond (cratère)
Pour les articles homonymes, voir Diamond.
Diamond est le plus grand cratère d'impact de (2867) Šteins, avec un diamètre de 2,1 km et 294 m de profondeur, il est situé au sud de (2867) Šteins à −54,6° de latitude et 13,4° de longitude. Son nom est issu de celui du diamant (diamond en anglais) et a été adopté par l'UAI le 9 mai 2012, à la place de Ruby. 